# Успенський собор Києво-Печерської лаври (монета)
«Успе́нський собо́р Ки́єво-Пече́рської ла́ври» — пам'ятна монета номіналом 5 гривень, випущена Національним банком України, присвячена відродженню Успенського собору Києво-Печерської лаври — історико-архітектурного пам'ятника Русі-України XI-XYIII ст.
Монету введено в обіг 30 грудня 1998 року. Вона належить до серії «Духовні скарби України».

## Опис монети та характеристики
| Номінал грн. | Метал      | Маса, г | Діаметр, мм | Якість виготовлення | Гурт     | Тираж, штук |
| ------------ | ---------- | ------- | ----------- | ------------------- | -------- | ----------- |
| 5            | нейзильбер | 16,54   | 35,0        | звичайна            | рифлений | 200 000     |

### Аверс

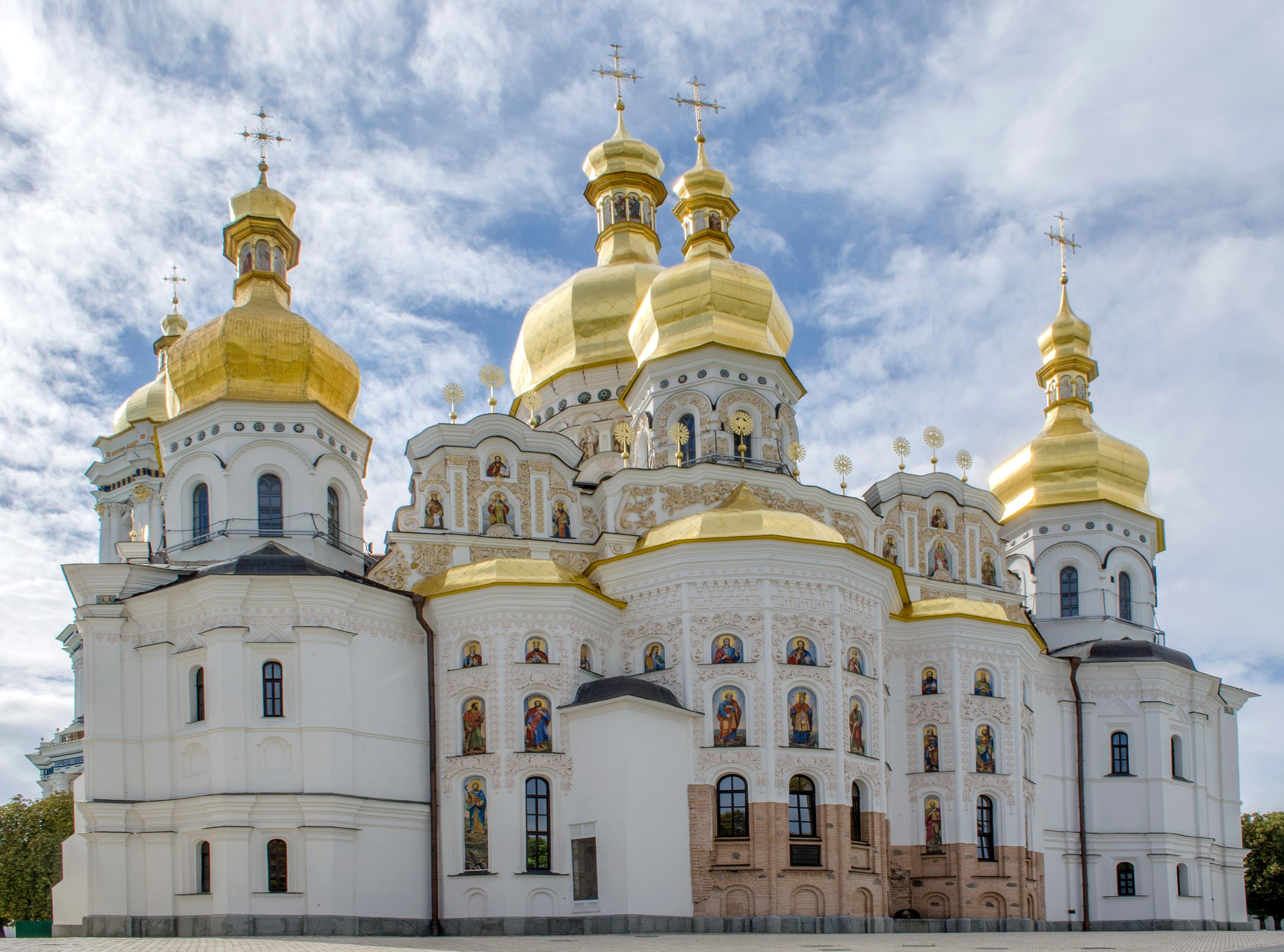
Фото Успенського собору

На аверсі монети в обрамленні бароккового орнаменту, оздобленого голівками серафимів, розміщені зображення малого Державного Герба України і написи у чотири рядки «УКРАЇНА», «5», «ГРИВЕНЬ», «1998».

### Реверс
На реверсі монети розміщено зображення Успенського собору, знищеного у 1941 році, його руїни та круговий напис «УСПЕНСЬКИЙ СОБОР КИЄВО-ПЕЧЕРСЬКОЇ ЛАВРИ ХІ СТ».

## Автори
- Художники: Козаченко Віталій, Таран Володимир, Харук Олександр, Харук Сергій.
- Скульптор — Чайковський Роман.

## Вартість монети
Під час введення монети в обіг 1998 року, Національний банк України розповсюджував монету за її номінальною вартістю — 5 гривень.
Фактична приблизна вартість монети, з роками змінювалася так:
| Рік        | 2005 | 2006 | 2007 | 2008 | 2009 | 2010 | 2011 | 2012 | 2013 | 2014 | 2015 | 2016 | 2017 | 2018 | 2019 | 2020 | 2021 | 2022 | 2023 | 2024 | 2025 |
| ---------- | ---- | ---- | ---- | ---- | ---- | ---- | ---- | ---- | ---- | ---- | ---- | ---- | ---- | ---- | ---- | ---- | ---- | ---- | ---- | ---- | ---- |
| Ціна, грн. | 25   | 30   | 35   | 35   | 40   | 40   | 45   | 50   | 60   | 45   | 65   | 65   | 80   | 85   | 90   | 95   | 100  | 115  | 175  | 220  | 240  |